# Лианы

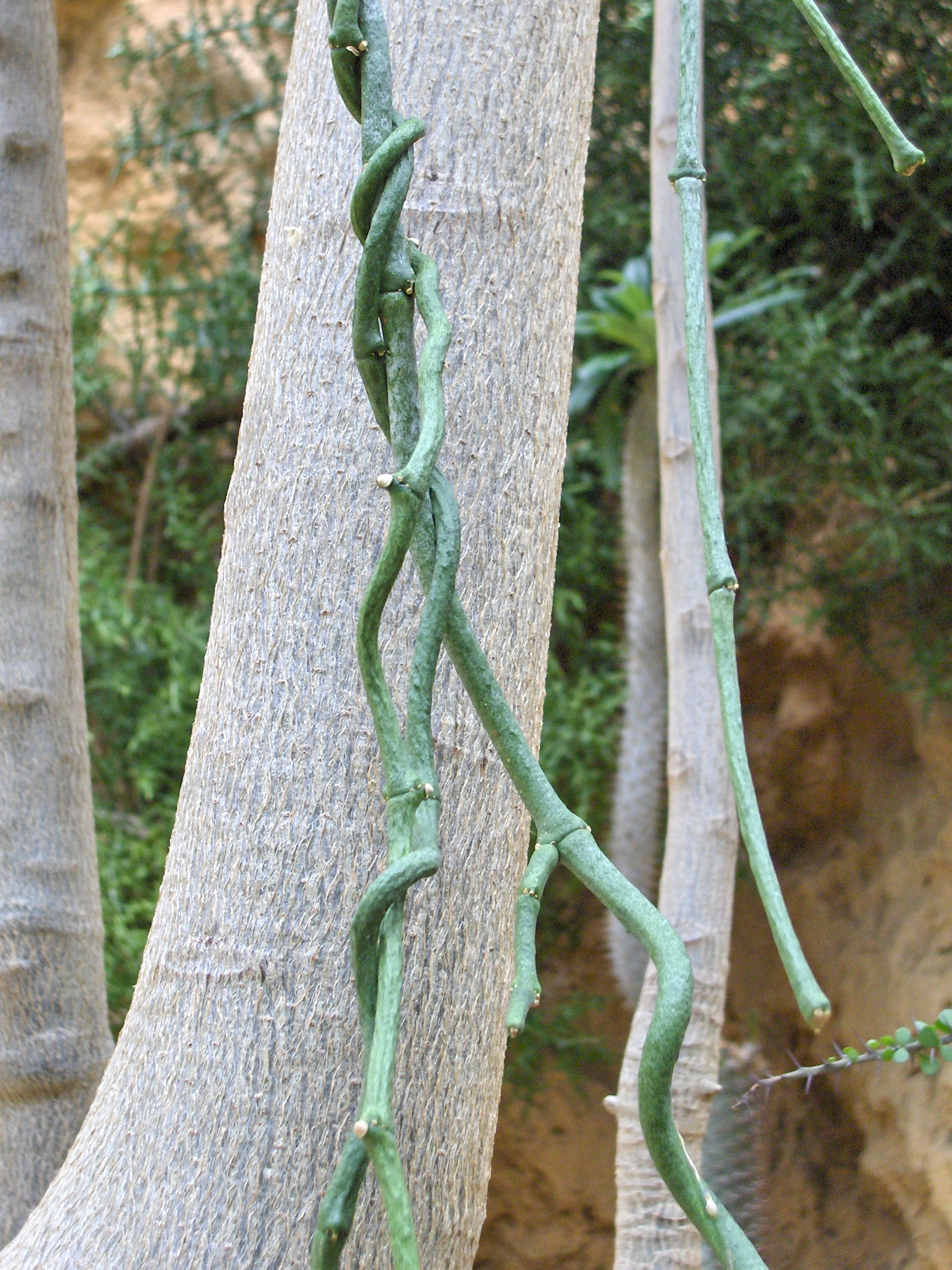
Cynanchum aphyllum

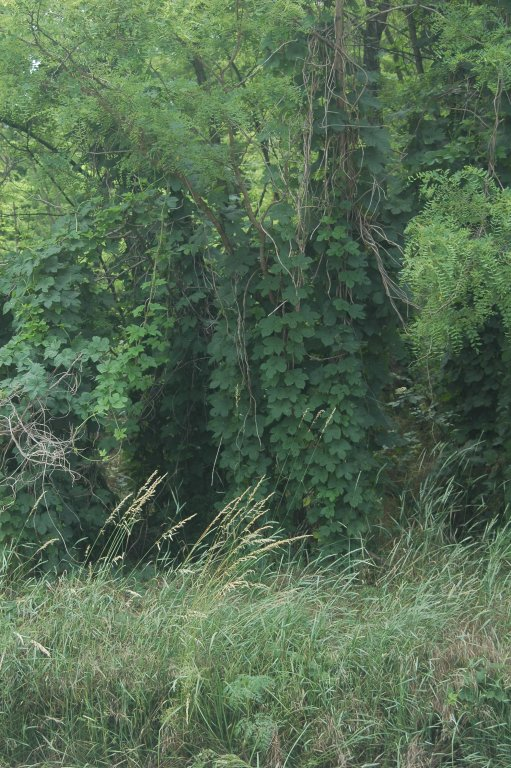
Лианы в европейском лесу, Загорье (Словакия)

Лиа́ны (фр. liane, от lier — связывать) — жизненная форма растений с длинными и относительно слабыми тонкими многолетними или однолетними стеблями. Лианы бывают как деревянистые, с вечнозелёными или опадающими листьями, так и травянистые. Не будучи в состоянии свободно держаться в воздухе, они находят вертикальную опору при помощи усиков, придаточных корней, прицепок и поднимаются высоко в воздухе, где и развивают листву и цветки. 
Лианы свойственны преимущественно тропическим лесам (по Гризебаху, в вест-индских лесах 33 % лиан), где они, обвиваясь вокруг деревьев, цепляясь за них усиками, присосками, перекидывая свои ветви с дерева на дерево, образуют иногда непроходимые чащи. В умеренных же климатах лианы не так часты (в Европе около 1,8 %). Здесь они не придают ландшафтам той характерной особенности, как под тропиками.
В систематическом отношении лианы очень разнообразны. Есть между ними как тайнобрачные растения (Pteridophyta), например Equisetum giganteum (хвощ гигантский), Lycopoduim volubile (плаун вьющийся), Selaginella, множество папоротников (Lygodium, Gleichenia и др.), так и явнобрачные растения, как голосеменные, например виды Ephedra, Gnetum, так и покрытосеменные; преобладающее число лиан относится именно к последней группе растений. Из однодольных лианами богаты следующие семейства: Лилейные, Амариллисовые, Диоскорейные, Злаки; из двудольных: Перечные, Тутовые, Крапивные, Маревые, Анноновые, Лютиковые, Рутовые, Молочайные, Камнеломковые, Меластомовые, Розовые, Бигнониевые, Норичниковые, Мареновые, Астровые и др.
В морфологическом и анатомическом отношении лианы представляют много интересных особенностей, находящихся в связи с их разнообразным образом жизни. Стебли их, выступая при прорастании из семени, часто производят сначала усы или другие органы прикрепения, а затем уже листья. По способу прикрепления лианы распадаются на несколько более или менее обособленных групп:
- одни прикрепляются усиками, как, например, виноград, горох, бриония;
- другие придаточными корням; например, плющ, который присасывается особыми короткими корнями, выходящими из поверхности стеблей
- третьи не имеют особых органов прикрепления и обвиваются самими стеблями вокруг стволов и ветвей и пр., например хмель, вьюнки, а также многие снабжённые деревянистыми стволами тропические лианы из разных семейств;
- четвёртые особых органов прикрепления также не имеют, но стебли их держатся между разветвлениями деревьев, опираясь на них своими боковыми ветвями, иглами, колючками и проч., например многие пальмы;
- наконец, лианы - паразиты (например, повилика) внедряются в ткани хозяина с помощью специальны присосок - гаусториев.